# PLAUR
PLAUR (англ. Plasminogen activator, urokinase receptor) – білок, який кодується однойменним геном, розташованим у людей на короткому плечі 19-ї хромосоми. Довжина поліпептидного ланцюга білка становить 335 амінокислот, а молекулярна маса — 36 978.
| 10         |  | 20         |  | 30         |  | 40         |  | 50         |
| ---------- |  | ---------- |  | ---------- |  | ---------- |  | ---------- |
| MGHPPLLPLL |  | LLLHTCVPAS |  | WGLRCMQCKT |  | NGDCRVEECA |  | LGQDLCRTTI |
| VRLWEEGEEL |  | ELVEKSCTHS |  | EKTNRTLSYR |  | TGLKITSLTE |  | VVCGLDLCNQ |
| GNSGRAVTYS |  | RSRYLECISC |  | GSSDMSCERG |  | RHQSLQCRSP |  | EEQCLDVVTH |
| WIQEGEEGRP |  | KDDRHLRGCG |  | YLPGCPGSNG |  | FHNNDTFHFL |  | KCCNTTKCNE |
| GPILELENLP |  | QNGRQCYSCK |  | GNSTHGCSSE |  | ETFLIDCRGP |  | MNQCLVATGT |
| HEPKNQSYMV |  | RGCATASMCQ |  | HAHLGDAFSM |  | NHIDVSCCTK |  | SGCNHPDLDV |
| QYRSGAAPQP |  | GPAHLSLTIT |  | LLMTARLWGG |  | TLLWT      |  |            |

A: Аланін

C: Цистеїн

D: Аспарагінова кислота

E: Глутамінова кислота

F: Фенілаланін

G: Гліцин

H: Гістидин

I: Ізолейцин

K: Лізин

L: Лейцин

M: Метіонін

N: Аспарагін

P: Пролін

Q: Глутамін

R: Аргінін

S: Серин

T: Треонін

V: Валін

W: Триптофан

Кодований геном білок за функцією належить до рецепторів. 
Задіяний у такому біологічному процесі, як альтернативний сплайсинг. 
Локалізований у клітинній мембрані, мембрані, клітинних контактах, клітинних відростках.
Також секретований назовні.